# Visibilité
Pour les articles homonymes, voir Visibilité (homonymie).

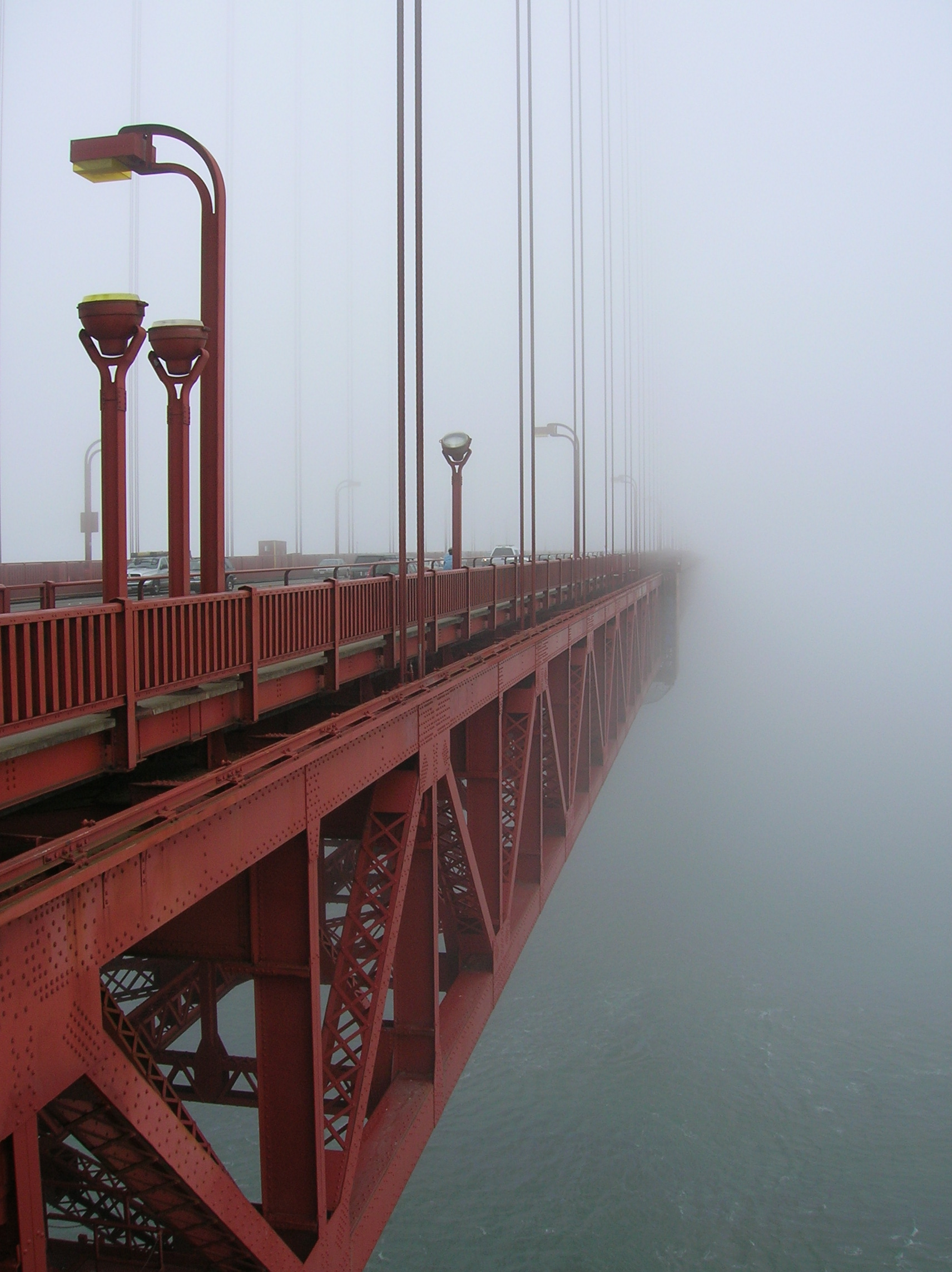
Brouillard matinal sur le Golden Gate Bridge, San Francisco.

En météorologie, la visibilité est la distance à laquelle il est possible de distinguer clairement un objet, quelle que soit l'heure. On peut mesurer la visibilité horizontale et verticale, souvent différentes l'une de l'autre. Par exemple, la visibilité horizontale peut être très mauvaise dans un banc de brouillard mais relativement bonne à la verticale si celui-ci est mince. 
La visibilité météorologique se rapporte à la transparence de l'air : la visibilité est donc indépendante de la présence de lumière. Dans le domaine de l'aviation, plusieurs sous-classes comme la « portée visuelle de piste » (PVP) ont été définies. En air extrêmement propre, en Arctique ou dans les montagnes, la visibilité peut atteindre 70 à 100 kilomètres. Cependant, la visibilité est souvent légèrement réduite à cause de la pollution atmosphérique et de la forte humidité.

## Définitions
L’Organisation météorologique mondiale définit la visibilité comme la distance la plus grande à laquelle un objet noir de dimensions appropriées peut être vu et identifié de jour sur le fond du ciel à l'horizon ou, quand il s'agit d'observations de nuit, pourrait être vu et identifié si l'éclairement général augmentait jusqu'à atteindre l'intensité normale en lumière du jour. La visibilité peut être horizontale, oblique ou verticale. 
La portée visuelle est la distance à laquelle le contraste entre un objet donné et son arrière-plan atteint la valeur du seuil de contraste propre à l'observateur. L'OMM définit différents types de portée selon les besoins de l'utilisateur.

### Visibilité horizontale

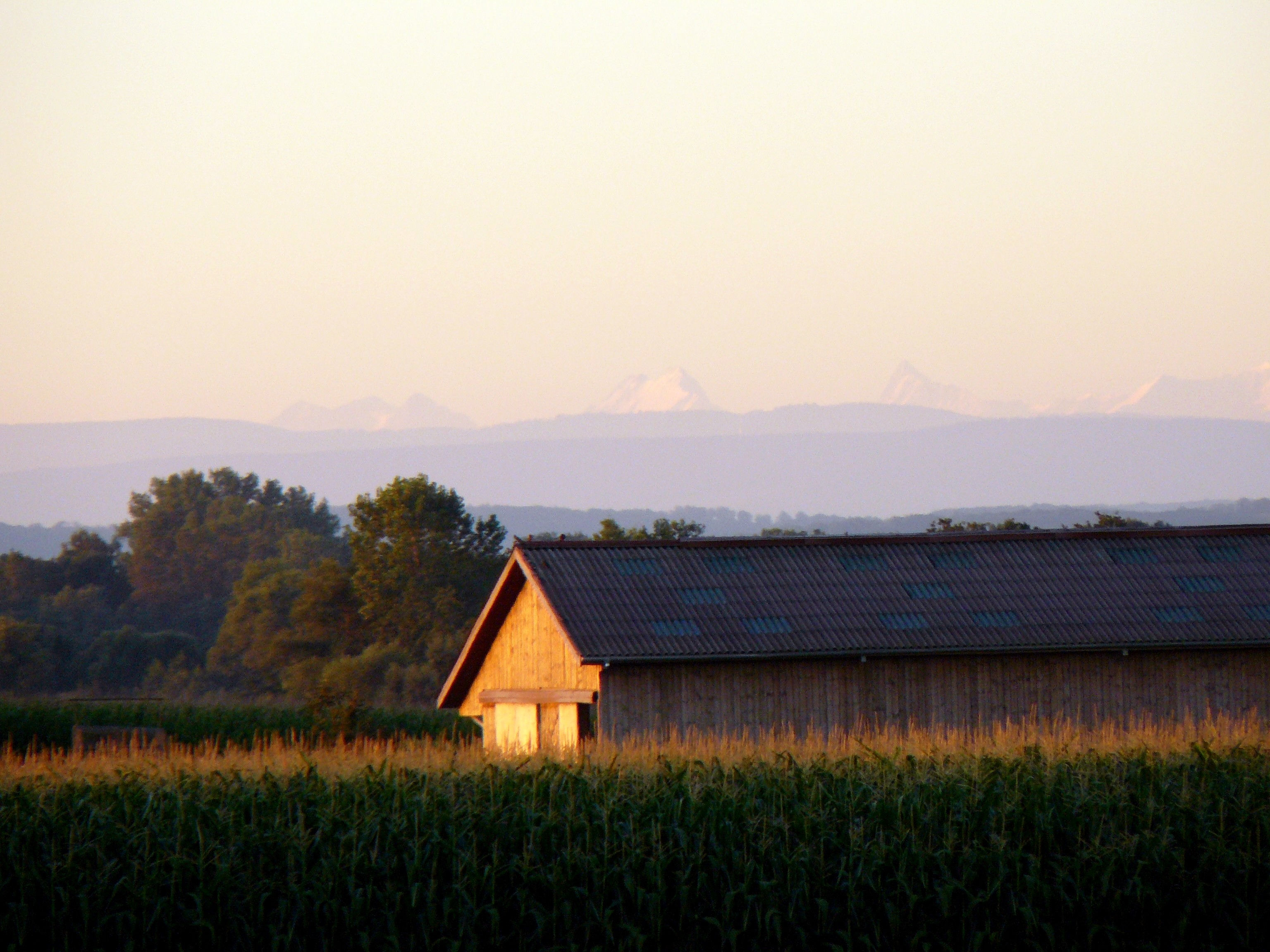
Les Alpes Bernoises vues sur l'horizon (au-delà du Jura) depuis les environs de Schweighouse-Thann (Haut-Rhin), à 150 km à vol d'oiseau. Photo prise un matin d'août vers 6h30.

La visibilité horizontale est la capacité pour un observateur de voir un objet à l'horizon ou entre l'horizon et lui. Outre les paramètres relevant de la courbure terrestre, certaines conditions de la visibilité sont de nature topologique et dépendent de la morphologie terrestre ; d'autres dépendent des circonstances.
- L'horizon est la visibilité théorique au niveau de la mer, plus ou moins affectée par les irrégularités de la courbure terrestre ;
- L'altitude du point d'observation, ou position des yeux, éloigne rapidement l'horizon avec son accroissement ;
- La hauteur propre ou altitude du point observé peut localement permettre une grande visibilité (sommet montagneux...) ; l'objet apparaît au-delà de l'horizon réel ;
- La nébulosité du ciel réduit la visibilité théorique ou vérifiée dans les meilleures conditions ; en matière de navigation, ces facteurs déterminent la visibilité dans son acception commune ;
- La présence d'obstacles entre l'observateur et la zone scrutée peut contrarier ou perturber la visibilité ;
- La réfraction atmosphérique intervient particulièrement en mer : certains froids matins d'hiver et en été des périodes suivant immédiatement de fortes pluies, « la distance de visibilité des objets éloignés peut se trouver accrue d'un certain nombre de kilomètres. » [4]

### Visibilité oblique et verticale
La visibilité oblique est la distance maximale à laquelle un observateur peut voir et identifier un objet situé ni au même niveau ni sur la même verticale que lui. La visibilité verticale est la distance maximale à laquelle un observateur peut voir et identifier un objet sur la même verticale que lui.

### Portée optique météorologique
La portée optique météorologique est la longueur du trajet que doit effectuer dans l’atmosphère un faisceau de rayons lumineux parallèles, émanant d’une lampe à incandescence, à une température de couleur de 2 700 K, pour que l’intensité du flux lumineux soit réduite à 0,05 fois sa valeur originale,.

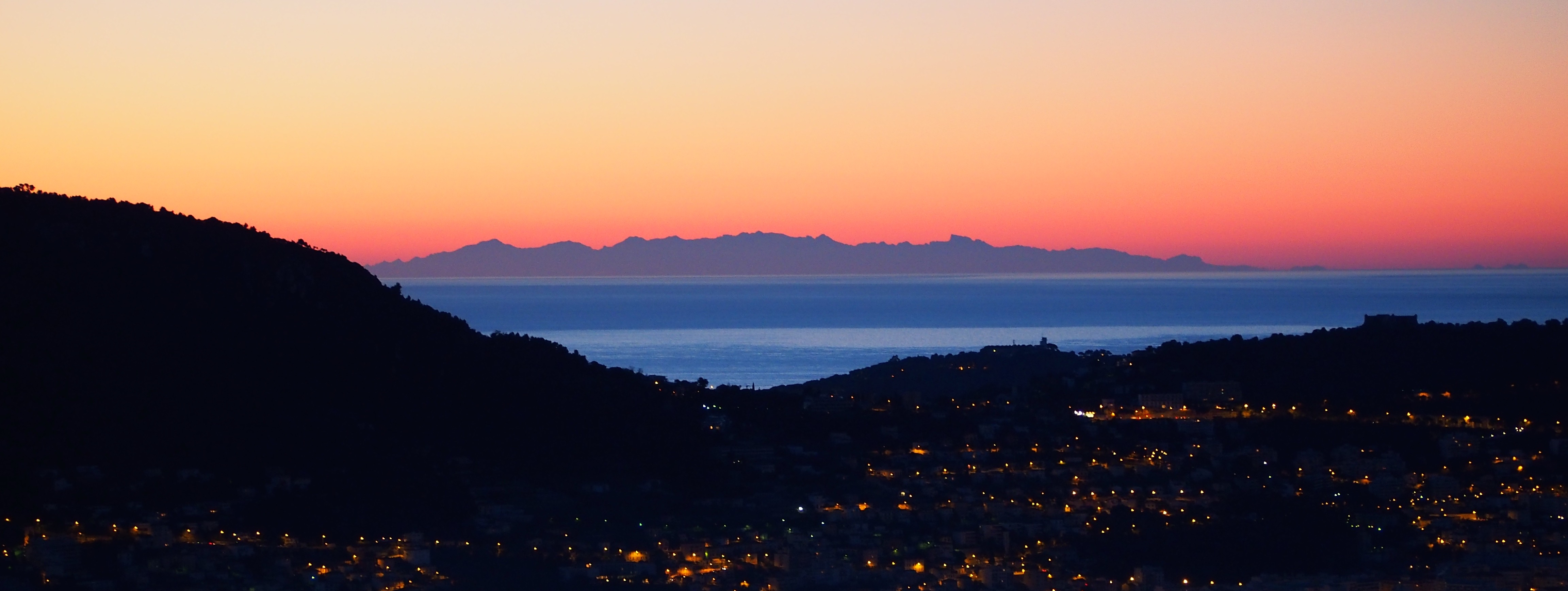
Corse vue de Nice au matin, une distance de 200 kilomètres.
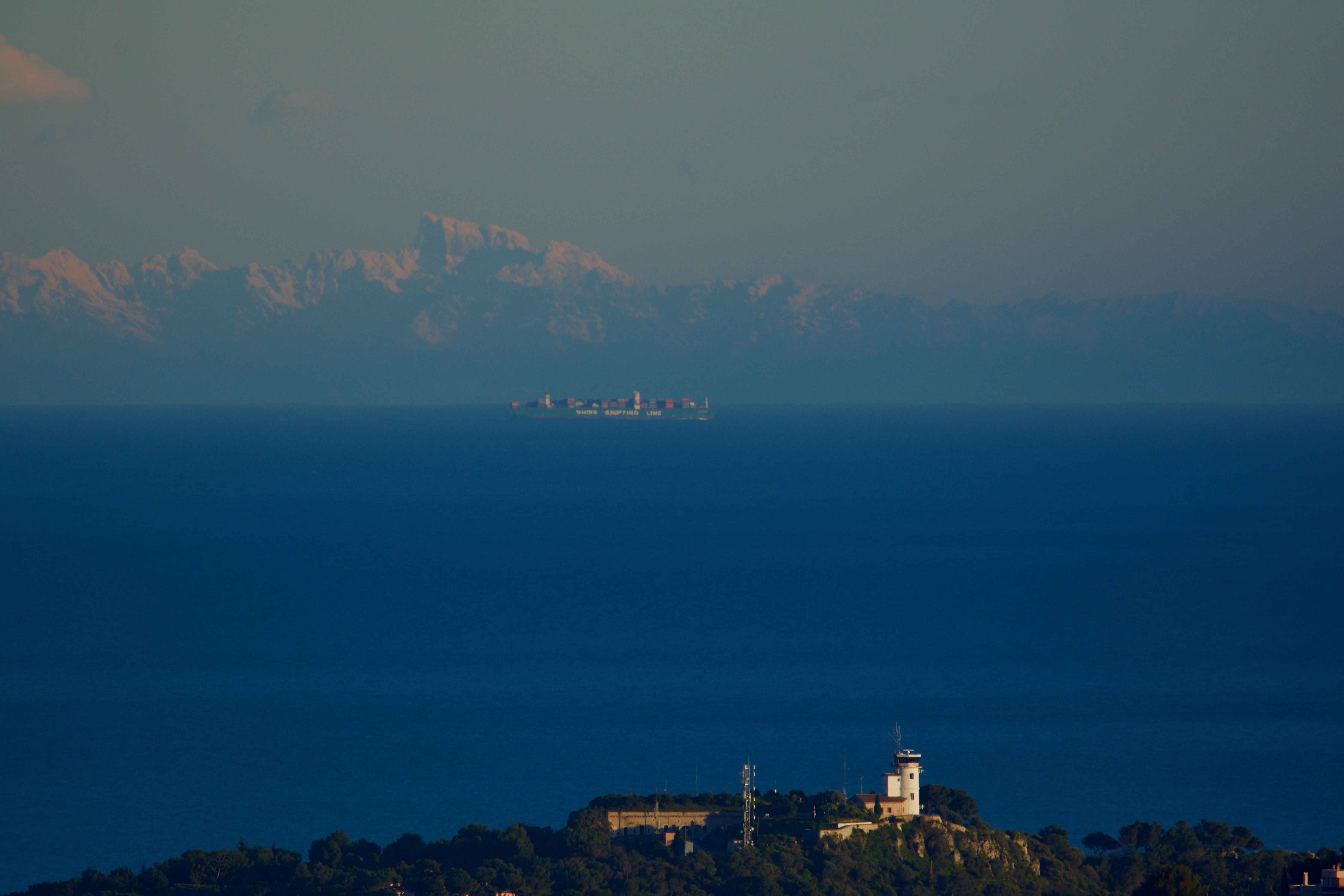
Corse vue de Nice en fin de journée.

### Portée visuelle de piste

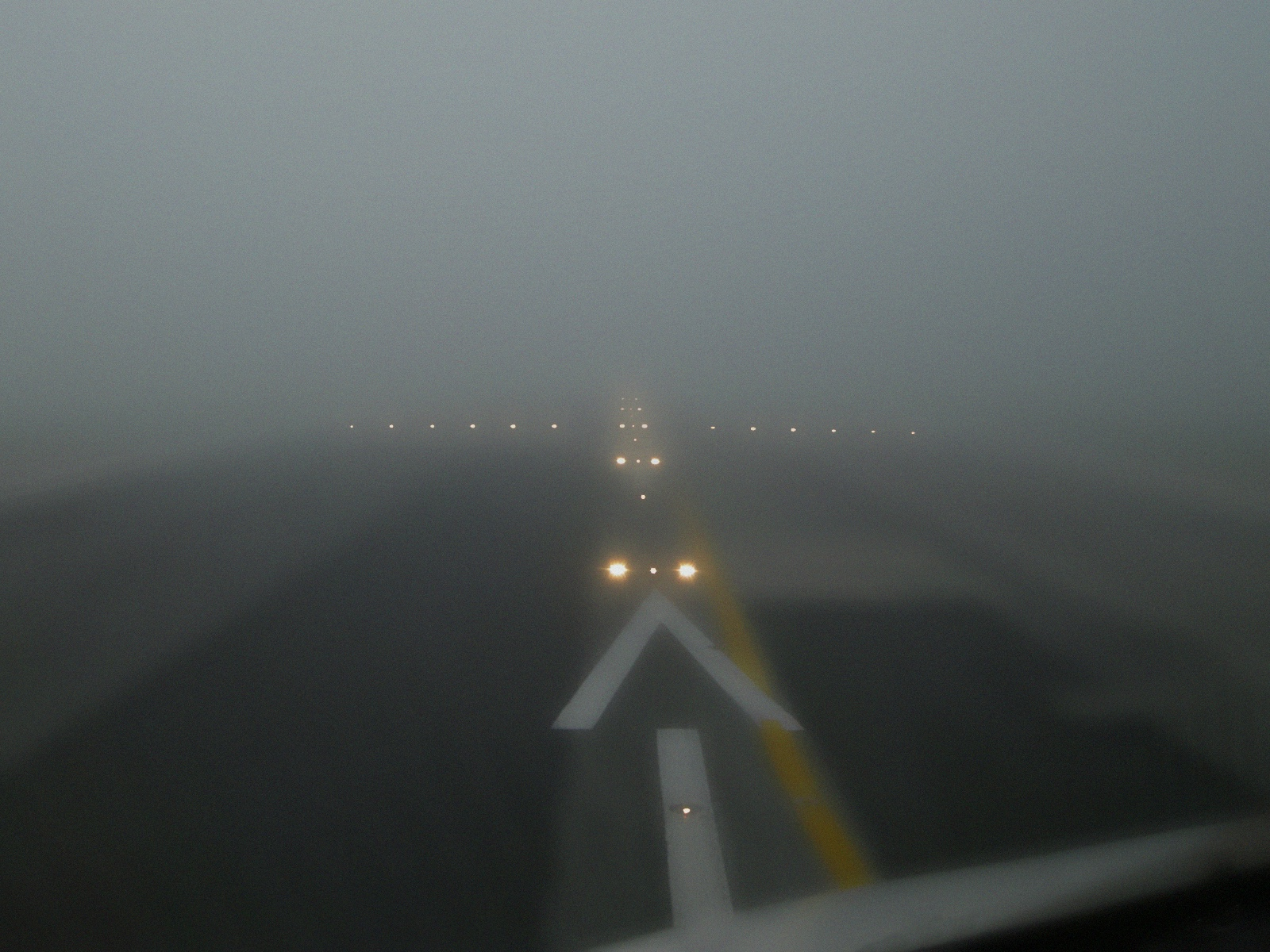
Visibilité réduite à l'aéroport international de Lisbonne.

La portée visuelle de piste (en anglais RVR, runway visual range) est la distance jusqu'à laquelle le pilote d'un aéronef placé sur l'axe de la piste peut voir les marques ou les feux qui délimitent la piste ou qui balisent son axe. La mesure de celle-ci peut être donnée par un observateur au sol mais s'effectue le plus souvent grâce par des appareils appelés diffusiomètres, unités intégrées installés à un endroit critique le long de la piste, ou des transmissiomètres qui sont installés normalement à trois endroits stratégiques le long de la piste, un à chaque extrémité et le dernier au milieu.
La PVP est utilisée comme l'un des principaux critères de décision entre l'approche à vue et celle aux instruments qu'un pilote doit prendre avant de faire l'atterrissage. Elle est fournie dans les rapports METAR transmis par les contrôleurs aériens aux aéronefs effectuant des approches pour permettre aux pilotes d'évaluer s'il est prudent et légal de poursuivre la manœuvre ou d'aller vers un aéroport de dégagement. L'Organisation de l'aviation civile internationale ( OACI) stipule dans son annexe 14 l'éclairage nécessaire sur une piste selon les valeurs de PVP.

## Conditions météorologiques réduisant la visibilité

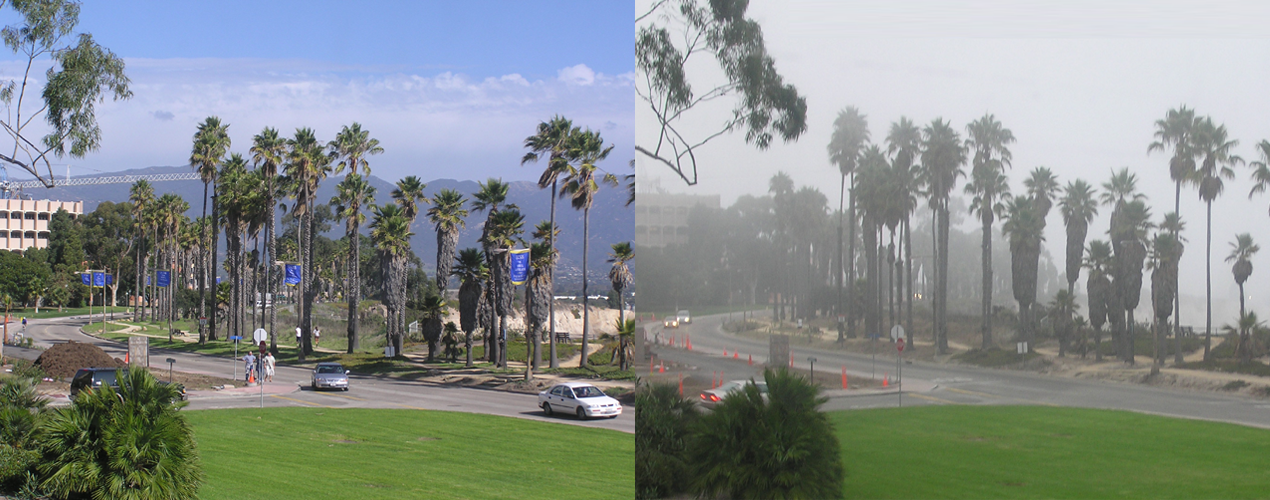
Visibilité normale à gauche, et fortement réduite par du brouillard à droite.

La visibilité est importante pour toutes les formes de circulation : routes, navigation et aviation. C'est pour cela que les véhicules et certains éléments du sol (pistes d'atterrissage, virages, etc.) sont balisés par des lampes ou des surfaces réfléchissantes, tels des catadioptres. Les éléments qui peuvent réduire la visibilité sont :
- l'eau liquide en suspension dans l'air (brume, brouillard, nuages) ;
- les aérosols en suspension qui forment la brume sèche ;
- les précipitations liquides (pluie) ou solides (neige) ;
- les fumées, en particulier lors des feux de forêt ;
- les tempêtes de sable dans les déserts ;
- le blizzard ;
- la poudrerie (chasse-neige élevée) et les bourrasques de neige.

## Mesure

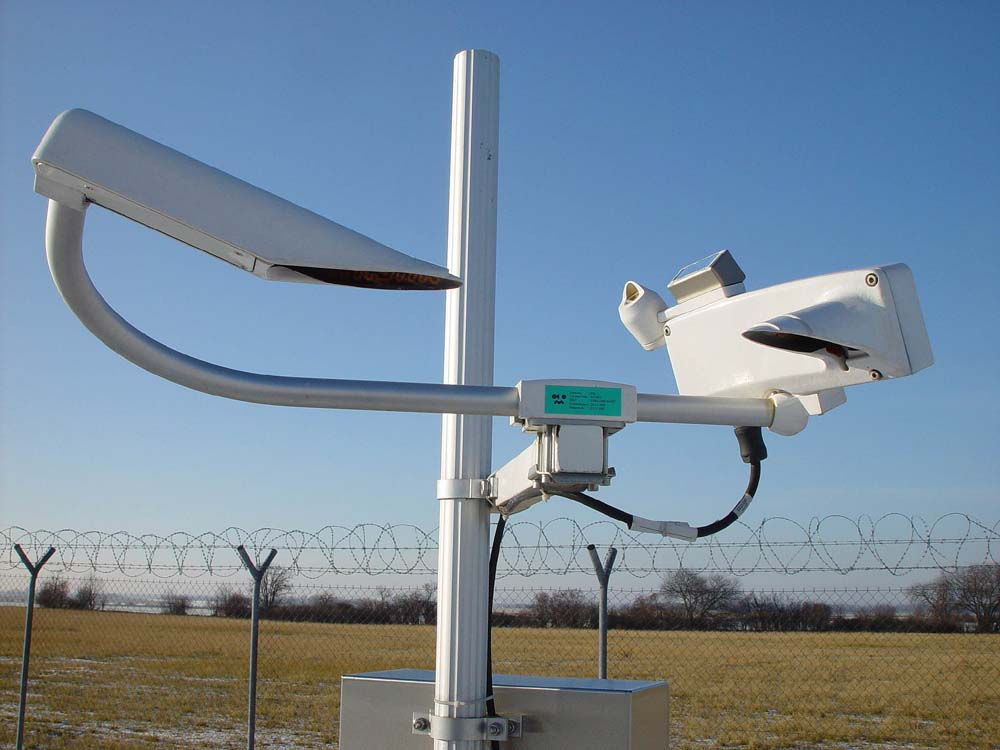
Diffusomètre

Pour mesurer la visibilité horizontale, les techniciens en météorologie utilisent des repères visuels qui se trouvent à une distance connue du point d’observation (un château d’eau, un bâtiment, une colline, etc.). Si l’on peut apercevoir nettement les contours d’un des repères sur fond de ciel, la visibilité est au moins égale à la distance qui sépare le repère du point d’observation. La nuit, des lunettes d'obscurité sont utilisées pour adapter la vision de l'observateur à la faible luminosité extérieure avant de sortir de la station. Il existe également des appareils automatisés de mesure de la visibilité : 
- Le transmissiomètre émet un faisceau lumineux étroit en direction d’un récepteur dont on mesure l’affaiblissement au cours du trajet. En déterminant le coefficient d’atténuation de l’atmosphère, l'appareil peut donner la visibilité horizontale dans l'espace entre l'émetteur et le récepteur. Cette mesure n'est valide que pour l'espace entre l'émetteur et le récepteur à un moment donné mais si on la prend sur une certaine période de temps, sa moyenne peut être étendue à la région d'intérêt.

- Le diffusomètre optique est un appareil qui consiste en un émetteur lumineux (lampe) et d'un récepteur. Les deux sont placés à un angle ajustable mais généralement autour de 35° de l'horizontale, pointant vers une direction commune[8]. Le coefficient d'extinction de l'onde émise est mesuré à partir de la diffusion latérale sur des particules dans l'air, telles la brume, qui se trouve entre l'émetteur et le récepteur. Le principal défaut de la mesure par cet instrument est qu'elle est faite dans un petit volume d'atmosphère, pas toujours représentatif de la visibilité générale[9].

- Le célomètre est un laser qui émet à la verticale et dont le récepteur perçoit les retours de lumière venant des obstructions. En général, on l'utilise pour connaître la hauteur de la base des nuages mais des obstructions partielles comme la brume vont retourner un signal diffus qui peut être interprété comme la visibilité verticale.

## Qualificatifs
À titre d'exemple, les bulletins français de météo marine utilisent l'échelle suivante :
| Qualification | Distance (en milles marins)  |
| ------------- | ---------------------------- |
| Bonne         | supérieure à 5 milles marins |
| Moyenne       | entre 2 et 5 milles marins   |
| Mauvaise      | entre 0,5 et 2 milles marins |
| Très mauvaise | inférieure à 0,5             |